# São João da Varjota
São João da Varjota là một đô thị thuộc bang Piauí, Brasil. Đô thị này có diện tích 395,368 km², dân số năm 2007 là 4635 người, mật độ 11,72 người/km².